# Šakalí léta
Šakalí léta je česká muzikálová komedie Jana Hřebejka z roku 1993. Odehrává se v Praze roku 1959 v okolí dejvického hotelu International.

## Osoby a obsazení
| Jakub Špalek    | Eda Drábek |
| Martin Dejdar   | Bejby      |
| Josef Abrhám    | Prokop     |
| Sylva Tománková | Bejbina    |
| Jiří Ornest     | Přemek     |
| Jan Semotán     | Kšanda     |
| Jan Kacani      | Reddy      |
| Pavel Janoušek  | Neumann    |
| Josef Oplt      | zpěvák     |
| Saša Rašilov    | Peterka    |
| Zdeněk Vencl    | Babka      |
| Václav Chalupa  | Hamáček    |
| Raoul Schránil  | číšník     |
| Václav Jakoubek | Petykoluna |
| Radek Holub     | šéf gangu  |
| Jitka Asterová  | Milada     |
| Jan Hřebejk     |            |
| Linda Rybová    |            |
| Petra Špalková  |            |

## Fotogalerie
Automobily a motocykly z natáčení filmu, vystavované na Automobilové klenoty 2019

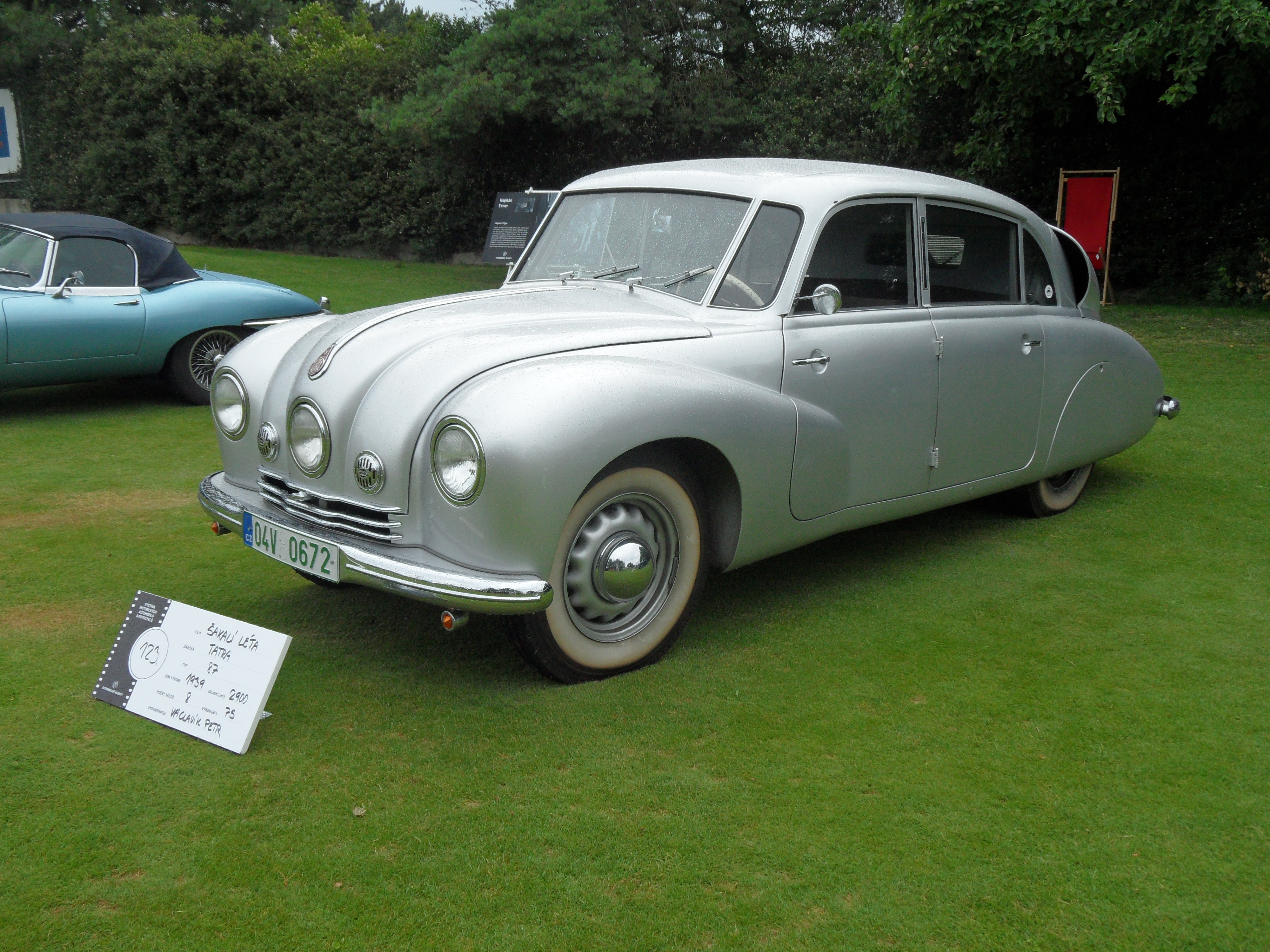
Tatra 87
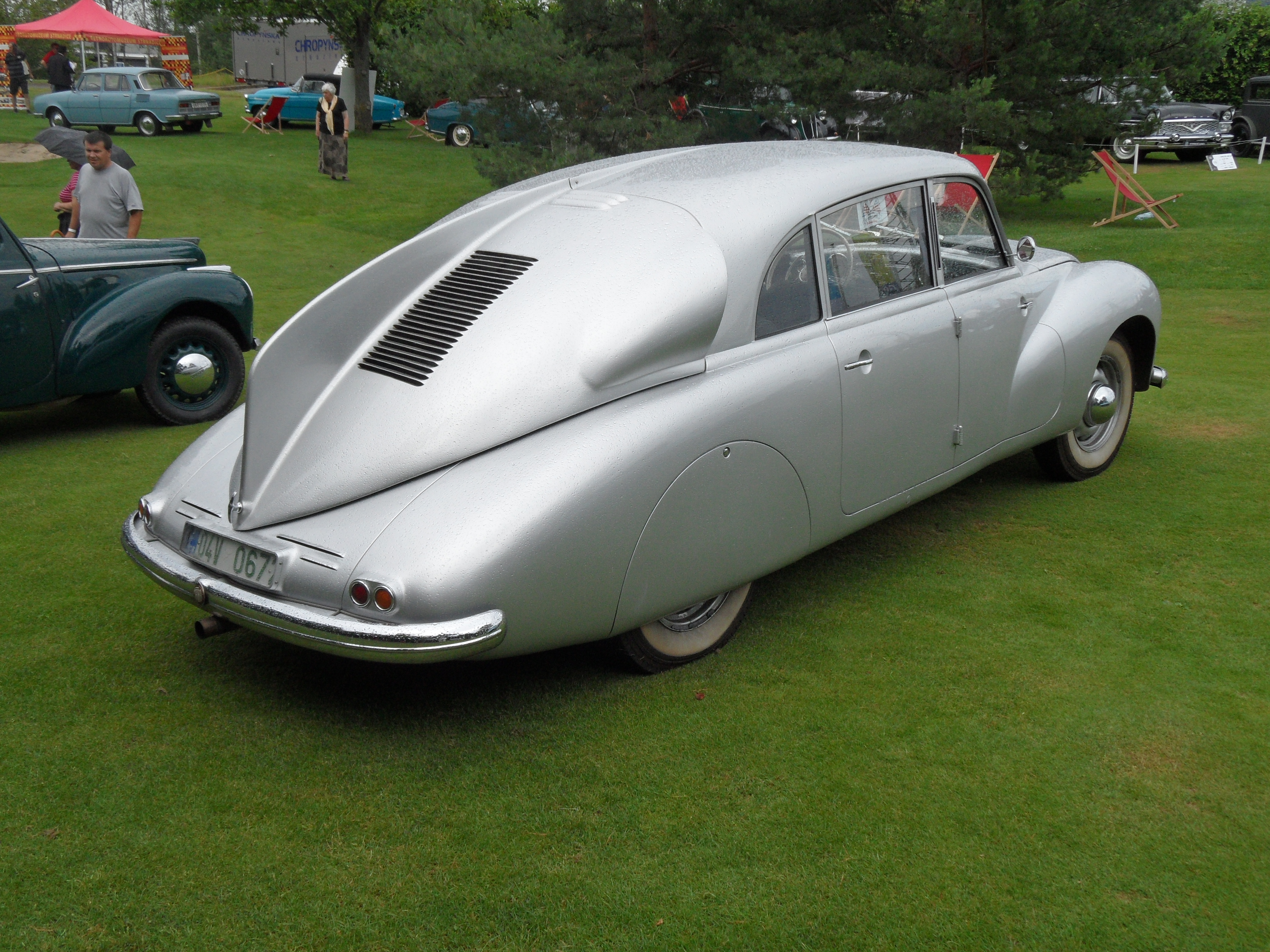
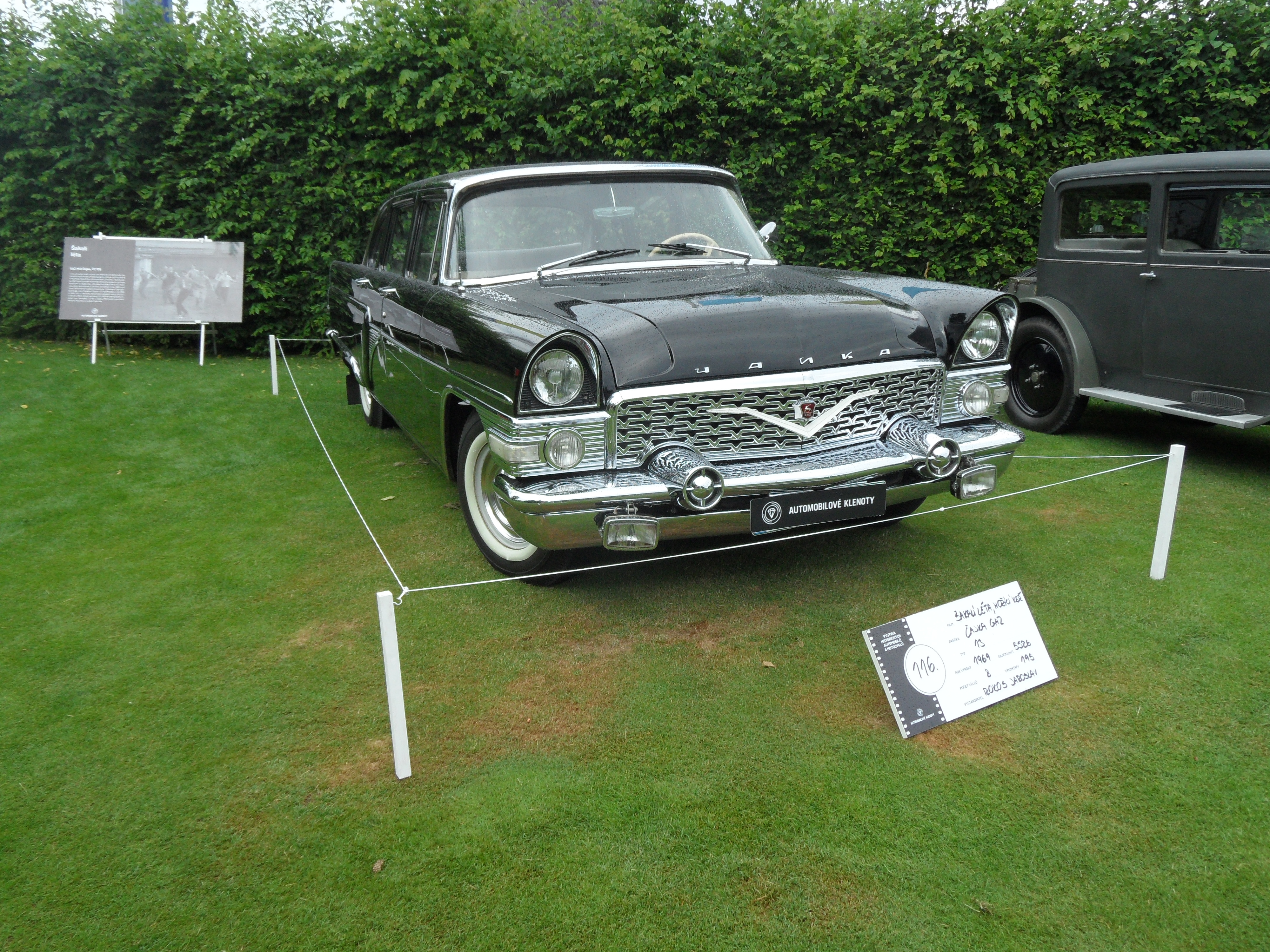
GAZ M13 Čajka
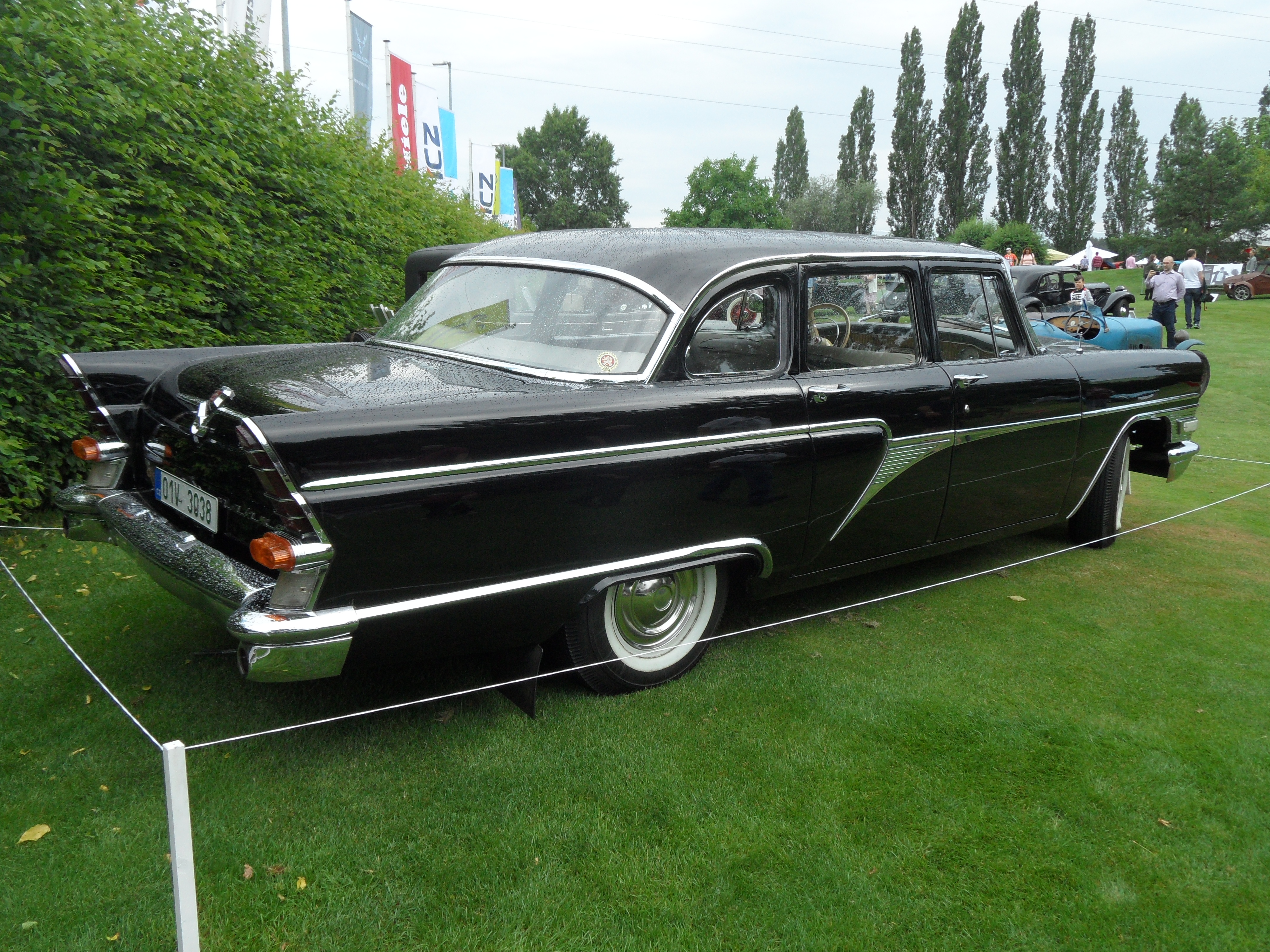
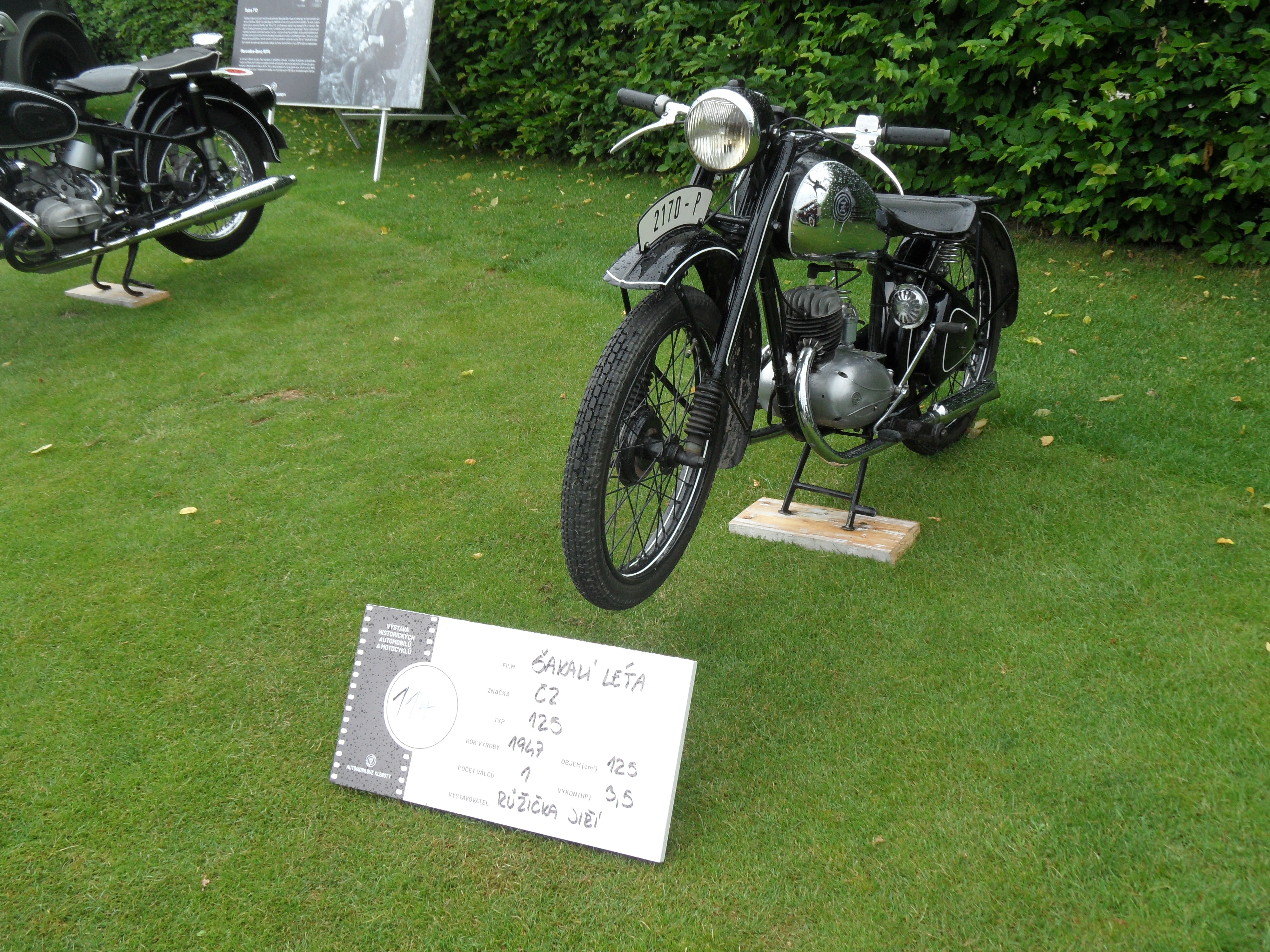
ČZ 125